# Daniel Roduit
Daniel Roduit (Châteauneuf, 1949. március 12. –) svájci nemzetközi labdarúgó-játékvezető. Polgári foglalkozása rendőr.

## Pályafutása

### Nemzeti játékvezetés
1985-ben lett az I. Liga játékvezetője. Az aktív nemzeti játékvezetéstől 1995-ben vonult vissza.

#### Nemzeti kupamérkőzések
Vezetett Kupa-döntők száma: 1.

##### Svájci Kupa
| Időpont         | Helyszín               | Mérkőzés típusa | Mérkőzés                                | Eredmény | Nézők száma |
| --------------- | ---------------------- | --------------- | --------------------------------------- | -------- | ----------- |
| 1994. május 15. | Wankdorf Stadion, Bern | döntő           | Grasshopper Club Zürich–FC Schaffhausen | 4 : 0    | 12 000      |

### Nemzetközi játékvezetés
A Svájci labdarúgó-szövetség Játékvezető Bizottsága (JB) 1990-ben terjesztette fel nemzetközi játékvezetőnek, a Nemzetközi Labdarúgó-szövetség (FIFA) bíróinak keretébe. Több nemzetek közötti válogatott és klubmérkőzést vezetett. A svájci nemzetközi játékvezetők rangsorában, a világbajnokság-Európa-bajnokság sorrendjében többedmagával a 19. helyet foglalja el 2 találkozó szolgálatával. Az aktív nemzetközi játékvezetéstől 1995-ben a FIFA 45 éves korhatárát elérve búcsúzott. Válogatott mérkőzéseinek száma: 3.

#### Világbajnokság
Portugália rendezte az 1991-es ifjúsági labdarúgó-világbajnokságot, ahol a FIFA JB bíróként alkalmazta.
| Időpont          | Helyszín               | Mérkőzés típusa        | Mérkőzés              | Eredmény | Nézők száma |
| ---------------- | ---------------------- | ---------------------- | --------------------- | -------- | ----------- |
| 1991. június 18. | Központi Stadion, Faro | selejtező (D. csoport) | Spanyolország–Uruguay | 6 : 0    | 11 500      |

A világbajnoki döntőhöz vezető úton Egyesült Államokba a XV., az 1994-es labdarúgó-világbajnokságra a FIFA JB bíróként alkalmazta.
| Időpont            | Helyszín                   | Mérkőzés típusa           | Mérkőzés          | Eredmény | Nézők száma |
| ------------------ | -------------------------- | ------------------------- | ----------------- | -------- | ----------- |
| 1993. november 10. | Nemzeti Stadion, Ramat-Gan | előselejtező (7. csoport) | Izrael–Finnország | 1 : 3    | 15 000      |

#### Európa-bajnokság
Az európai-labdarúgó torna döntőjéhez vezető úton Angliába a X., az 1996-os labdarúgó-Európa-bajnokságra az UEFA JB játékvezetőként foglalkoztatta.
| Időpont            | Helyszín                   | Mérkőzés típusa           | Mérkőzés            | Eredmény | Nézők száma |
| ------------------ | -------------------------- | ------------------------- | ------------------- | -------- | ----------- |
| 1994. december 14. | De Kuip Stadion, Rotterdam | előselejtező (5. csoport) | Hollandia–Luxemburg | 5 : 0    | 26 000      |

#### Nemzetközi kupamérkőzések

##### UEFA-kupa
| Időpont            | Helyszín                | Mérkőzés típusa         | Mérkőzés                                   | Eredmény |
| ------------------ | ----------------------- | ----------------------- | ------------------------------------------ | -------- |
| 1994. augusztus 9. | Városi Stadion, Szkopje | selejtező (1. mérkőzés) | FK Vardar (jugoszláv)–Békéscsabai Előre SE | 1 : 1    |